# Barthélémy Djabla
Barthélémy Djabla (* 1936 in Mahibouo, Elfenbeinküste; † 15. September 2008 in Abidjan) war Erzbischof von Gagnoa an der Elfenbeinküste (République de Côte d’Ivoire).

## Leben
Barthélémy Djabla studierte nach dem Schulbesuch in Daloa von 1956 bis 1959 am Priesterseminar in Quida in Benin Philosophie. Nach seinem Wehrdienst 1959 bis 1960 studierte er Theologie am großen Seminar in Anyama und empfing am 15. März 1964 die Priesterweihe in Gagnoa. Nach seelsorgerischen Tätigkeiten als Vikar, Pfarrer und in der Ausbildung war er von 1971 bis 1978 Rektor des Seminars Saint-Dominique Savio in Gagnoa. Von 1978 bis 1990 war er Pfarrer in Divo.
1989 ernannte ihn Papst Johannes Paul II. zum Bischof von San Pedro-en-Côte d’Ivoire. Die Bischofsweihe am 7. Januar 1990 spendete ihm der Erzbischof von Abidjan Bernard Kardinal Yago; Mitkonsekratoren waren der Bischof von Gagnoa Noël Kokora-Tekry und der Bischof von Man und spätere Kardinal Bernard Agré. 2006 ernannte ihn Papst Benedikt XVI. zum Erzbischof des Erzbistums Gagnoa. Er war langjähriger Vizepräsident der Bischofskonferenz der Elfenbeinküste.
Er starb in der Polyclinique Internationale Sainte Anne-Marie (PISAM) in Abidjan.